# Obratnaja svjaz' (film 2020)
Obratnaja svjaz' (Обратная связь) è un film del 2020 diretto da Aleksej Nužnyj. È il sequel di Gromkaja svjaz', remake dell'opera cinematografica italiana Perfetti sconosciuti.